# Toma Crnić
Toma Crnić (ur. ok. 1450 w Splicie, zm. ok. 1532 tamże) – biskup skardoneński, legat papieski w Królestwie Polskim za Zygmunta Starego.

## Biografia
Toma Crnić urodził się w Splicie w Dalmacji ok. 1450 roku. Prawdopodobnie zdobył edukację w Splicie oraz w Italii. W tym okresie Split należał do Republiki Weneckiej. Od 1487 roku był profesorem gramatyki w Hvarze i Splicie. Około 1499 został archidiakonem i wikariuszem arcybiskupa Splitu. Będąc sekretarzem arcybiskupa Bernarda Zanne, wziął udział w obradach soboru laterańskiego V w 1512 roku. Po powrocie do Dalmacji wsparł rebelię przeciwko Republice Weneckiej zorganizowaną przez Matija Ivanića. Po zdekonspirowaniu trafił do niewoli, przebywał w Wenecji. Do Splitu powrócił w 1514 roku. Jako sekretarz i wikariusz generalny biskupa veszprémskiego Petara Berislavića wielokrotnie był wysyłany w latach 1516–1521 z poselstwem do Wenecji i Rzymu by organizować pomoc wobec nawały tureckiej. Papiez Leon X mianował Crnića biskupem skardoneńskim 11 stycznia 1520 roku. Sakrę biskupią przyjął 17 stycznia 1520 roku. W 1521 został wysłany jako legat papieski do Królestwa Polskiego. Misja zakończona została w 1523 roku. W 1524 roku papież Klemens VII wyniósł go na stolicę biskupią w Trogirze w środkowej Dalmacji. Biskup Crnić zrezygnował z pełnienia urzędu ze względu na swój wiek w 1525 roku. Zmarł w klasztorze franciszkanów w Splicie (Poljud) ok. 1532 roku. Został pochowany w klasztorze w Splicie, gdzie zachowała się jego rzeźbiona tablica nagrobna.

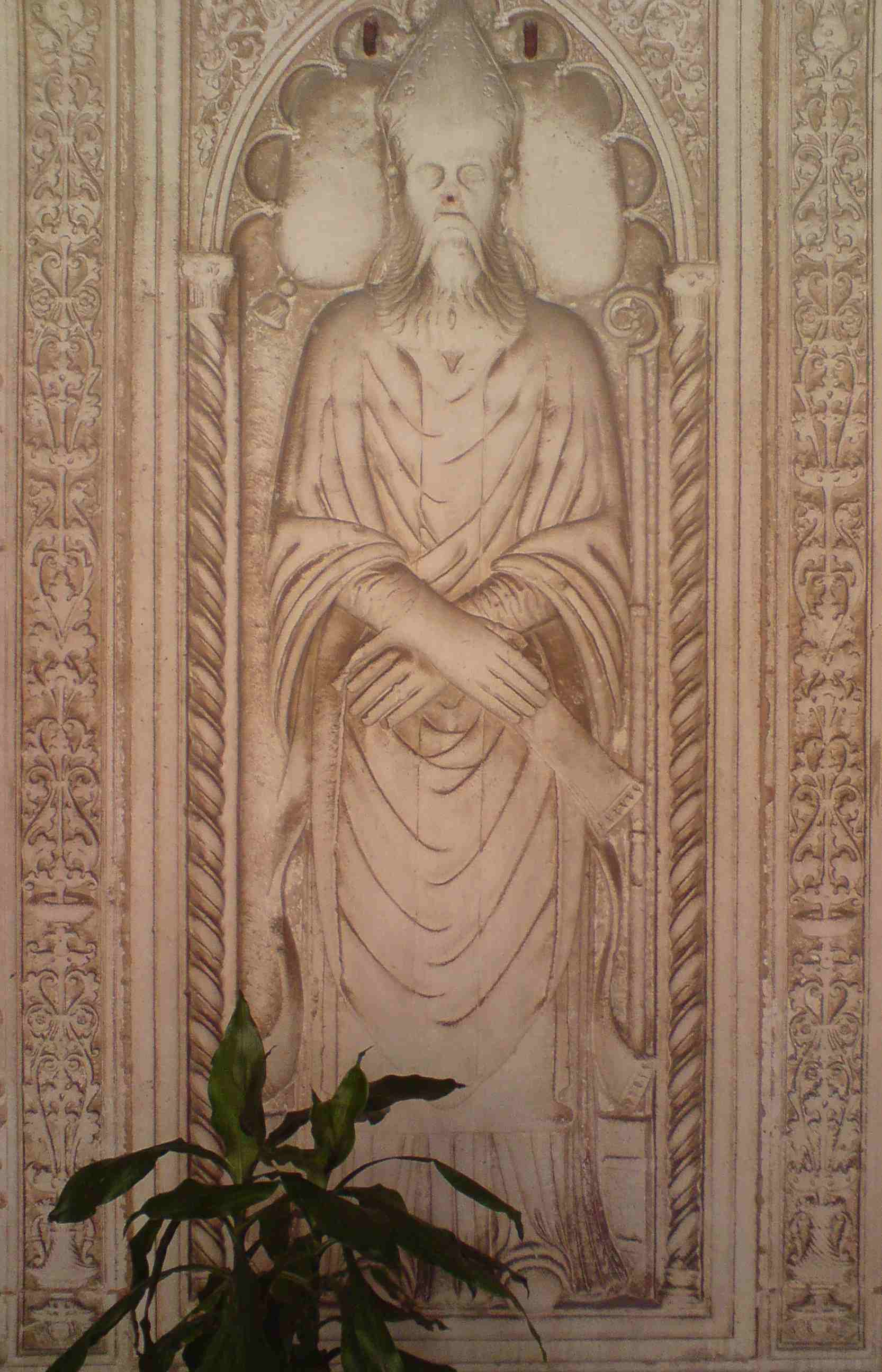
Nagrobek bpa T. Crnića w Splicie